# دارکوب پشت‌نارنجی
دارکوب پشت‌نارنجی (نام علمی: Reinwardtipicus validus) پرنده‌ای از خانواده دارکوبان است که در جنوب تایلند، شبه‌جزیره مالزی، ساراواک و صباح در مالزی، برونئی، سوماترا و جاوه یافت می‌شود. در سردهٔ Reinwardtipicus تک‌نماد است.
دو زیرگونه شناخته‌شده دارد:
- R. v. xanthopygius (فینش، ۱۹۰۵) - شبه جزیره مالایی، سوماترا و بورنئو
- R. v. validus (تمینک، ۱۸۲۵) - جاوه